# Tratado de 1881 entre Argentina y Chile
El Tratado de Límites de 1881 es el tratado limítrofe que constituye la base de la frontera entre Argentina y Chile, y definió la frontera de la Patagonia.
Fue firmado en la ciudad de Santiago, Chile el 29 de julio por Francisco de Borja, cónsul general de Chile en Buenos Aires, y Bernardo de Irigoyen, ministro de Relaciones Exteriores de la Argentina en representación de sus respectivos gobiernos para fijar sus límites precisos a lo largo de su frontera común.
El anterior Tratado de 1856 acordaba la aplicación del principio uti possidetis iuris, ordenamiento legal sobre la base de que los nuevos estados, al pasar a la vida independiente, tendrían como fronteras las que le corresponderían de las colonias españolas cuando formaban parte integrante del Imperio español como un virreinato, capitanía general o Real Audiencia, para 1810, último de la monarquía española para la posesión legítima de sus provincias en América. En un principio ambos estados interpretaron de manera similar los registros coloniales, aunque estos no eran conocidos muy exhaustivamente. Las reales cédulas a menudo eran contradictorias o superponían jurisdicciones, pues el conocimiento del territorio aún en 1810 era limitado, en especial el de la parte austral del continente.[cita requerida]
A medida que el progreso técnico en transportes y la búsqueda de nuevos recursos para enriquecer a ambas naciones se acrecentaba, las disputas por los valles encerrados en la cordillera, las tierras de la Patagonia, el estrecho de Magallanes y las islas al sur de este comenzaron a aumentar la tensión entre los dos países. La Cámara de Diputados de Argentina aprobó en 1873 la adhesión al Pacto Perú-Bolivia, pero el Senado, que debía confirmarlo, lo rechazó en 1874. 
Al comienzo de la guerra del Pacífico (1879-1884), en Argentina existieron fuertes corrientes populares que exigían al gobierno entrar al conflicto de parte de los aliados Perú y Bolivia.[cita requerida] En 1881, y con la mediación de los ministros plenipotenciarios de los Estados Unidos en las respectivas capitales, se acordó la firma del tratado.

## Antecedentes

### Legislación de Indias y administración durante el Imperio español

Límites de Chile con la creación de virreinato de la Plata en 1776, heredados por la República de Chile por el principio de uti possidetis según la historiografía chilena.

En 1548, Pedro de Valdivia obtuvo de Pedro de la Gasca, presidente de la Real Audiencia de Lima «por gobernación y conquista desde Copiapó, que está en 27 grados de altura de la línea equinoccial a la parte del sur, hasta 41 de la dicha parte, procediente norte sur derecho por meridiano, e de ancho entrando en la mar a la tierra hueste leste cien leguas». El emperador Carlos I, al confirmar en 1552 el nombramiento de Pedro de Valdivia hecho por de La Gasca, fijó el territorio de la Gobernación de Nueva Extremadura como una franja de 100 leguas de oeste a este desde el Mar del Sur delimitada por los paralelos 27° y 41° de latitud sur (aproximadamente entre Copiapó y Osorno).
Por petición de Valdivia, Carlos I extendió la gobernación hasta el estrecho de Magallanes por real cédula, aunque en el intertanto Pedro de Valdivia había fallecido. Jerónimo de Alderete, quien fue nombrado sucesor de Valdivia el 17 de octubre de 1554, falleció mientras volvía a Chile desde España. Posteriormente, en una real comisión dictada por el gobernador García Hurtado de Mendoza a Pedro del Castillo, el 20 de noviembre de 1560 señaló: «[...] Por cuanto su Majestad por sus reales Provisiones me encargó la Gobernación de estas dichas Provincias de Chile de Norte a Sur desde el Valle de Copiapó hasta la otra parte del Estrecho de Magallanes, y de este-oeste ciento cincuenta leguas, como se lo dio y señaló por Gobernación al Adelantado Don Jerónimo de Alderete [...]».

Comunidad de jurisdicciones de la gobernación del Plata y la gobernación de Chile entre 1570 y 1661 según Manuel Ravest Mora.

Según la historiografía chilena, la real cédula de 1570 a favor del adelantado Juan Ortiz de Zárate modificó los límites meridionales de la gobernación del Río de la Plata y del Paraguay 200 leguas hacia el sur, desde el paralelo 36°57′ hasta el 48°21′, es decir, una estrecha franja del litoral atlántico pasó a depender de aquella gobernación en la Patagonia atlántica. Se produjo además una superposición entre el grado 48° 05º por el norte, el Estrecho por el sur; el Atlántico por el este y el Pacífico por el oeste con la gobernación de Chile. Según el jurista Vicente Quesada y parte de la historiografía argentina, la Capitulación de Juan Ortiz de Zárate de 1570 otorgó la gobernación desde el Río de la Plata por la costa del Océano Atlántico hasta el Estrecho de Magallanes, que antes había otorgado a Jaime Rasquín, más 200 leguas de costa en el Mar del Sur (Océano Pacífico) desde la boca occidental del estrecho, que estaban dadas a Pedro de Mendoza, Álvar Núñez Cabeza de Vaca y Domingo Martínez de Irala. Sin embargo, Quesada ha sido acusado de omitir la capitulación de Alcazaba, suponiendo que la gobernación de Pedro de Mendoza, Nuñez de Vaca y Martínez de Irala llegaba hasta el estrecho de Magallanes, y no que las 200 leguas iban en dirección sur "hacia" dicho estrecho, pero sin llegar a él, como lo expresan los documentos reales.
Según el diplomático e historiador chileno Miguel Luis Amunátegui, la capitulación otorgada en 1570 a Juan Ortiz de Zárate no generó derechos permanentes sobre el litoral patagónico ni sobre el estrecho de Magallanes. El diplomático chileno Carlos Morla Vicuña sostuvo que la concesión había caducado por falta de cumplimiento de la obligación de poblar, al igual que ocurrió con la capitulación anterior otorgada a Jaime Rasquín, que fue rescindida por ese motivo.
No obstante, la nulidad por incumplimiento no operaba automáticamente, ya que las Capitulaciones eran contratos bilaterales que requerían revocación expresa por parte del Rey. En el caso de Rasquín, pese a haber vencido el plazo en 1563, su Capitulación de 1557 seguía vigente en 1570, lo que demuestra que no bastaba el incumplimiento para extinguirla, y tuvo que ser abolida explícitamente por el rey.
Asimismo, Morla argumentó que ni Ortiz de Zárate ni su sucesor Torres de Vera y Aragón fundaron asentamientos en las 200 leguas costeras concedidas hacia el sur del Río de la Plata, lo que según él, habría sido condición esencial para ejercer jurisdicción y la capitulación no habría tenido efectos reales sobre el territorio, por lo que interpretó que la real cédula de 1570 no pudo menoscabar los límites tradicionales de la gobernación de Chile hasta el estrecho de Magallanes.
Morla también argumentó que el nombramiento de Rodrigo de Quiroga como gobernador de Chile en 1573, cuatro años después de la capitulación de Ortiz de Zárate, se hizo "en los mismos términos que a Valdivia, Alderete, Hurtado de Mendoza y Villagra", es decir, con jurisdicción hasta el Estrecho, Además, destacó que Martín García Óñez de Loyola, sucesor de Ortiz y luego gobernador de Chile, planificaba una expedición hacia la Patagonia y el Estrecho en su calidad de gobernador chileno, reconociendo así los límites australes de dicha gobernación.
Para la historiografía chilena, en 1661, el territorio es reintegrado a la jurisdicción del reino de Chile, tal como ya era parte desde la fundación del reino. Para la historiografía argentina, la Patagonia estaba incluida en la Audiencia de Charcas conforme a la Ley 9, Título 15, Libro 2 de la Recopilación de Leyes de las Indias, que disponía que esta Audiencia tenía por límites los mares del norte (Atlántico) y del sur (Pacífico), que cerraban la extremidad austral de la Gobernación del Río de la Plata desde la Capitulación con Pedro de Mendoza en 1534. Además, las audiencias solamente tenían funciones judiciales y el gobernador y capitán general no podía intervenir en las materias de justicia y la Audiencia no podía inmiscuirse, de ninguna manera, en los asuntos de gobierno. Los límites judiciales de la Audiencia de Chile no alteró los límites de la Gobernación del Río de la Plata, ya que tanto las divisiones judiciales, como las eclesiásticas, no coincidieron siempre con la demarcación política y administrativa. Las unas no alteraron las otras, sino cuando expresamente así lo ordenaba el Rey. Las leyes de las audiencias no demarcaban el territorio de las gobernaciones y las leyes de las gobernaciones no se referían a los límites de esas audiencias. Eran jurisdicciones diferentes que podían ejercerse y se ejercían con separación absoluta y, por lo tanto, no exigían igualdad en la extensión territorial sobre la que se ejercitaban.
En 1680 el rey Carlos II ordenaba promulgar la Recopilación de las Leyes de los Reinos de Indias, hecha para armonizar y ordenar las leyes de la Monarquía, en la cual en su Ley 12 reafirmaba que la Audiencia de Chile tuviese: 

[...] la que tenga por distrito todo el dicho Reyno de Chile, con las ciudades, villas, lugares y tierras que se incluyen en el gobierno de aquellas provincias, asi lo que ahora está pacifico y poblado, como lo que se redujere, poblare y pacificare dentro y fuera del estrecho de Magallanes y la tierra adentro hasta la provincia de Cuyo inclusive
Recopilación de Leyes de Indias, 1680

La real cédula de 1680, afirma que no tienen ningún valor legal las leyes que sean diferentes o contrarias a las leyes de la recopilación, pero es la real cédula del 1 de noviembre de 1681 la que autoriza la publicación de la recopilación.
La real cédula del 27 de octubre de 1777 declara constituido de modo permanente el Virreinato del Río de la Plata disponiendo que:

[...]. He venido en resolver la continuación del citado empleo de Virrey, Gobernador y Capitán General de las Provincias de Buenos Aires, Paraguay, Tucumán, Potosí, Santa Cruz de la Sierra, Charcas, y de todos los corregimientos, pueblos y territorios a que se extiende la jurisdicción de aquella Audiencia, comprendiéndose así mismo bajo del propio mando y jurisdicción, los territorios de las ciudades de Mendoza y San Juan del Pico, que estaban a cargo de la Gobernación de Chile, con absoluta independencia del Virrey del Perú, y del Presidente de Chile. [...]. Dado en San Lorenzo el Real, a 27 de octubre de 1777. YO, EL REY. Refrendado: José de Gálvez.

El límite sur de los territorios transferidos al naciente virreinato es el río Diamante, acorde con al acta de fundación de la ciudad de 
Mendoza y con el mapa de Juan de la Cruz Cano y Olmedilla de 1775, el cual, según la historiografía chilena, habría sido usado por el rey para crear el nuevo virreinato. En el mapa se explicita el término "Chile Moderno" en la Patagonia, además de apreciarse el nombre "Reino de Chile" inclusive en la parte oriental de los Andes. La Comarca Desierta de la Patagonia o Chile Moderno limitaba con los dominios de Buenos Aires en el cabo Corrientes, un poco más al norte de la actual ciudad de Mar del Plata. El 7 de abril de 1776 mediante una real orden el rey dispone que se le dé a Cano y Olmedilla una gratificación en dinero "en atención a la diligencia y acierto con que ha compuesto y grabado el Mapa de América
Meridional". El 23 de febrero de 1802 mediante una Real Orden se autoriza el reparto de ejemplares del mapa en los ministerios y el consejo de Indias.

Carta esférica de las costas de la America Meridional hecha por Juan de Lángara en 1798 incluyendo las costas patagónicas y los asentamientos en esta además del nombre reyno de Chile.

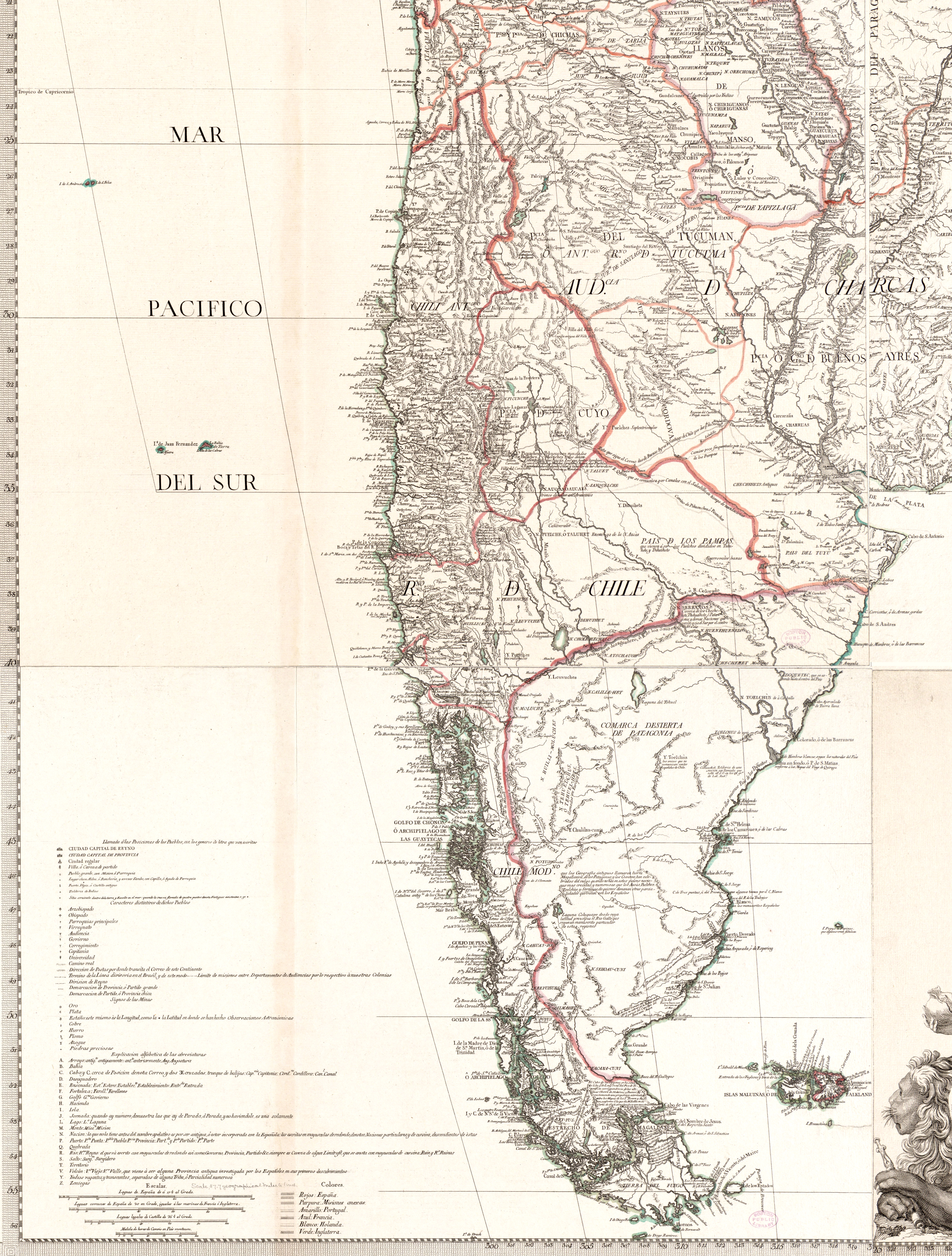
Reino de Chile según Juan de la Cruz Cano y Olmedilla, 1775. La zona del reino que ya estaba asentada en ese año sale denominada como "Chile Antiguo" y las por asentar donde se incluye la totalidad de la Patagonia se le denominó "Chile Moderno".

Según los escritores chilenos, este mapa mostraría la Patagonia dentro del Reino de Chile, anotando allí: "Chile Moderno que los geógrafos antiguos llamaron Tierra Magallánica, de los Patagones y los Césares, tan celebrada del vulgo cuanto no hay en estos países naciones más crecidas y numerosas que los Aucas, Puelches, Toelches y Serranos de quienes dimanan otras parcialidades que tratan con los españoles". El gobierno de Madrid en 1802, autorizó la venta al público del mapa.
Durante la disputa sobre la Patagonia en el siglo XIX. Los historiadores chilenos utilizaron las Reales Cédulas de 1554, 1555 y 1558, que disponía la administración chilena sobre el territorio desde el desierto de Atacama hasta el Estrecho de Magallanes, con un ancho de cien leguas desde el Pacífico hacia el este. Mediante la Real Cédula de 1563, se separó de Chile la Gobernación del Tucumán y posteriormente por Carlos III hizo lo mismo con Cuyo, que fue incorporado al Virreinato del Río de la Plata en 1776. De acuerdo a la tradición historiográfica chilena, la Corona, hasta 1810, nunca separó la Patagonia del Reino de Chile.
Esta es la visión sostenida por todos los historiadores chilenos de la segunda mitad del siglo XX, incluyendo Francisco Antonio Encina, Jaime Eyzaguirre, Sergio Villalobos y por los colegas de la Pontificia Universidad Católica de Chile, de la Universidad de Chile y la Universidad de Santiago de Chile.
Por el lado argentino, los historiadores tradicionales se basaron en otros documentos. Su argumentación se basaba en las reales cédulas por las cuales se impuso el sistema de intendencias en el Reino de Chile en 1786, que quedó dividido en dos intendencias: la de Santiago (desierto de Atacama hasta el Río Maule y desde la cordillera al Pacífico) y la de Concepción (del Maule hasta la Araucanía, desde la cordillera al Pacífico). Estas disposiciones habrían supuestamente dejado sin efecto las reales cédulas de mediados del siglo XVI. Como España consideraba suyos todos los territorios americanos, los territorios del Biobío hacia el sur debían pertenecer el Virreinato del Río de la Plata hacia 1810. Y por lo tanto, les habrían correspondido a su heredero histórico, es decir, la República Argentina.
Estos eran los sustentos de todos los mapas que circularon en las escuelas argentinas en las últimas décadas. Diego Luis Molinari, Elena Chioza, Daniel Santamaría, Randel, Enrique Tandeter y Juan Suriano han aprobado, legitimado y difundido mapas con estos contenidos. Así también el EUDEBA, el Centro Editor de América Latina y Editorial Sudamericana, y el Instituto Geográfico Militar y del Ministerio de Educación de la Nación.

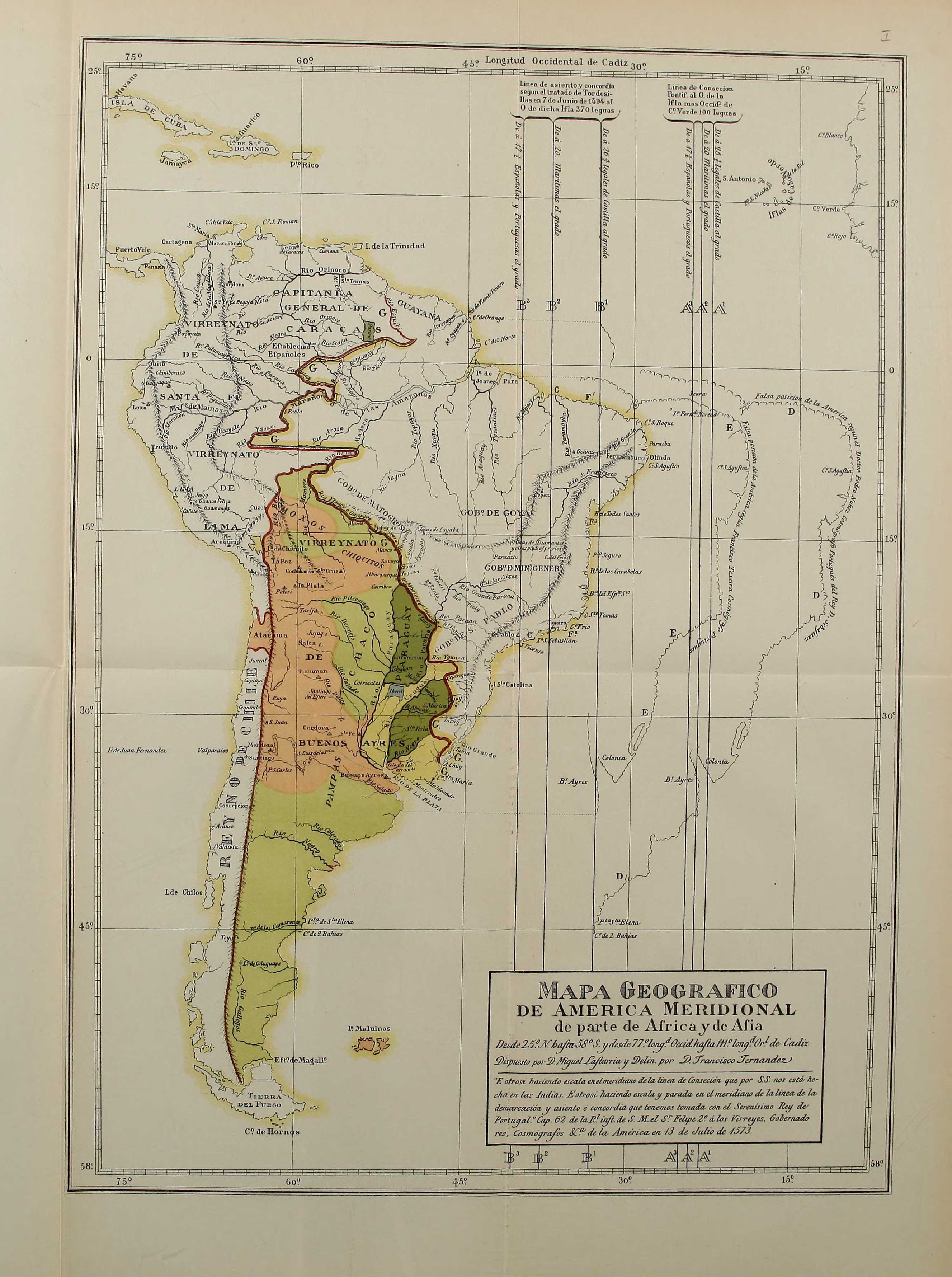
Mapa del Virreinato del Río de la Plata realizado por Miguel de Lastarria en 1804, incluido en la obra titulada “Colonias orientales del Río Paraguay o de la Plata. Tomo 3. Reorganización y plan de seguridad exterior de las muy interesantes colonias orientales del Río Paraguay o de la Plata”.

La real cédula de 1570 fue poco conocida por los historiadores en general, con la excepción de Carlos Morla Vicuña al igual que las disposiciones con que se administraron posteriormente los territorios de Chile (creación de la Intendencia de Chiloé) las cuales eran conocidas por Guillermo Lagos Carmona. Pablo Lacoste planteó que la Real Cédula de 1570 no fue revertida, sin embargo, Manuel Ravest Mora planteó que en el 1661 la corona Hispánica revirtió la Real Cédula de 1570 con la Recopilación de Leyes de las Indias, en donde quedaba sin efecto cualquier ley diferente a esta.
El 20 de diciembre de 1783 se celebró el parlamento en Lonquilmo, presidido por Ambrosio O'Higgins en representación de Ambrosio de Benavides Medina. En este se incorporan al cuatro butalmapu los indígenas del oriente de los Andes, consiguiendo su lealtad al monarca y la vigilancia de las tierras magallánicas a través de los capitanes generales de Chile y del comandante general del ejército de la frontera araucana. El acuerdo relata: 

5.° Que sean en adelante también comprendidos en este mismo butalmapu los puelches y indios pampas que poseen los países de la parte septentrional del reino desde Malalguí y fronteras de Mendoza hasta el Mamilmapu situado en las pampas de Buenos Aires, los que formando un cuerpo y parcialidad con nuestros puelches y pehuenches de Maulé, Chillán y Antuco serán intimados a nombre del Rey Nuestro Señor a someterse en común con los demás indios a los actuales términos de la paz general, asegurados de la protección real siempre que desistan de las perniciosas correrías y hostilidades ejecutadas continuamente con los españoles de la jurisdicción de Buenos Aires (...) 18.° Que han de confesar y reconocer por su Rey y Señor Natural a nuestro católico monarca Carlos III, que Dios guarde; que han de ser fieles y obedecer sin faltar jamás en cosa alguna a las órdenes que de parte de S. M. les fueren comunicadas por los señores capitanes generales y comandante general de la frontera... Asimismo se les encarga de parte de S. M. a los caciques fieles de los expresados butalmapu y a los indios de clase común, si hay en la actualidad hacia las Tierras Magallánicas alguna colonia o establecimiento de gente extraña y que den cuenta de lo que supieren para la
inteligencia de la capitanía general de Chile

 El convenio dado a conocer al rey, quien lo aprueba mediante la real orden de 16 de noviembre de 1784. Se realizaron más parlamentos de aquel tipo por orden del gobernador Luis Muñoz de Guzmán hasta 1803.
Además el gobernador de Chile, Ambrosio O'Higgins buscó la incorporación de los indios pampas, presentes en la Patagonia Oriental quienes participaron en los parlamentos celebrados entre 1771 y 1793 y convocados por Ambrosio y otros posteriores como el parlamento de Negrete de 1803 celebrado con los "Indios de Chile" y que reafirma la prohibición de incursiones sobre la Pampa al sur de Buenos Aires, donde habitaban estas tribus indígenas mencionadas.
El 4 de marzo de 1793, el gobernador O'Higgins, celebró en el parlamento de Negrete en donde se buscó parlamentar con tribus indígenas de ambos lados de la cordillera de los Andes, incluyendo los pampas patagónicos al considerarlos, según la historiografía chilena, parte del reino. Ambrosio planteó construir un camino entre la zona sur del Chile antiguo y Buenos Aires con el objetivo de promover el comercio entre estos dominios y así además poder incorporar en mayor medida a los indígenas pampas.
En cuya apertura Ambrosio O'Higgins dijo:

Caciques mis antiguos amigos, lleno de gozo por la satisfacción que hoy tengo de ver en mi presencia sobre este campo hermoso de Negrete, como otra vez en Lonquilmo, los principales caudillos de los cuatro Butalmapús en que está dividida la tierra que corre desde el sur de este gran río Biobio hasta los países más meridionales del continente, y desde la cordillera hasta el mar, os saludo a todos en nombre del rey […].

Y los artículos 7 y 15 del mencionado parlamento, disponen que:

[...] 7.° Que estando enredados de tiempos a esta parte los Pehuenches con los Huilliches de la otra banda de la cordillera y haciéndose una guerra abierta, en cuyos choques y encuentros han perecido muchos de una y otra parte sin que haya sido posible contener este desorden, a causa de que no siendo éstos del distrito de este mando, no ha habido ocasión de reconvenirles sobre ello, ni providenciar lo conveniente para que cesasen estas diferencias, [...]. 15.° Que por cuanto sin embargo de lo repetidamente ordenado a los Butalmapús de los Llanos para que sus caciques cuiden con celo y vigilancia que los mocetones o indios particulares de guerra, no se mezclen con los Huilliches de la otra banda de la cordillera para hacer incursiones y correrías sobre las pampas de Buenos Aires, en sus ganados, casas, haciendas y arrias de los españoles y comerciantes de las provincias de aquel virreinato, [...].

En el Archivo General de Indias es conservado un manuscrito del primer delineador del Depósito Hidrográfico de la Corona de España, el teniente de navío Andrés Baleato. Creado por una real cédula, termina con tres notas, en la segunda de las cuales enuncia:

En la costa setentrional del Estrecho de Magallanes está el Morro de Santa Águeda o Cabo Froward, desde el cual corre hacia Norte la Cordillera de los Andes y divide a la tierra patagónica en oriental y occidental. La oriental siempre se consideró del Virreinato de Buenos Aires hasta el Estrecho de Magallanes, sin embargo de no tener más establecimientos que hasta el Río Negro y la Guardia de la Bahía de San José. La Patagonia occidental pertenecía al Reino de Chile hasta el mismo Estrecho de Magallanes, no obstante que las conversiones de indios no pasaban de lo más Sud del Archipiélago de Chiloé con algunas entradas que hacían los misioneros en el Archipiélago de Guaytecas o de Chonos. La tierra del Fuego no tuvo establecimientos ni conversiones pertenecientes a Buenos Aires ni a Chile y su separación del continente por el Estrecho de Magallanes hacía imaginaria su pertenencia.
Andrés Baleato, Descripción geográfica del Virreinato del Río de la Plata (1803).

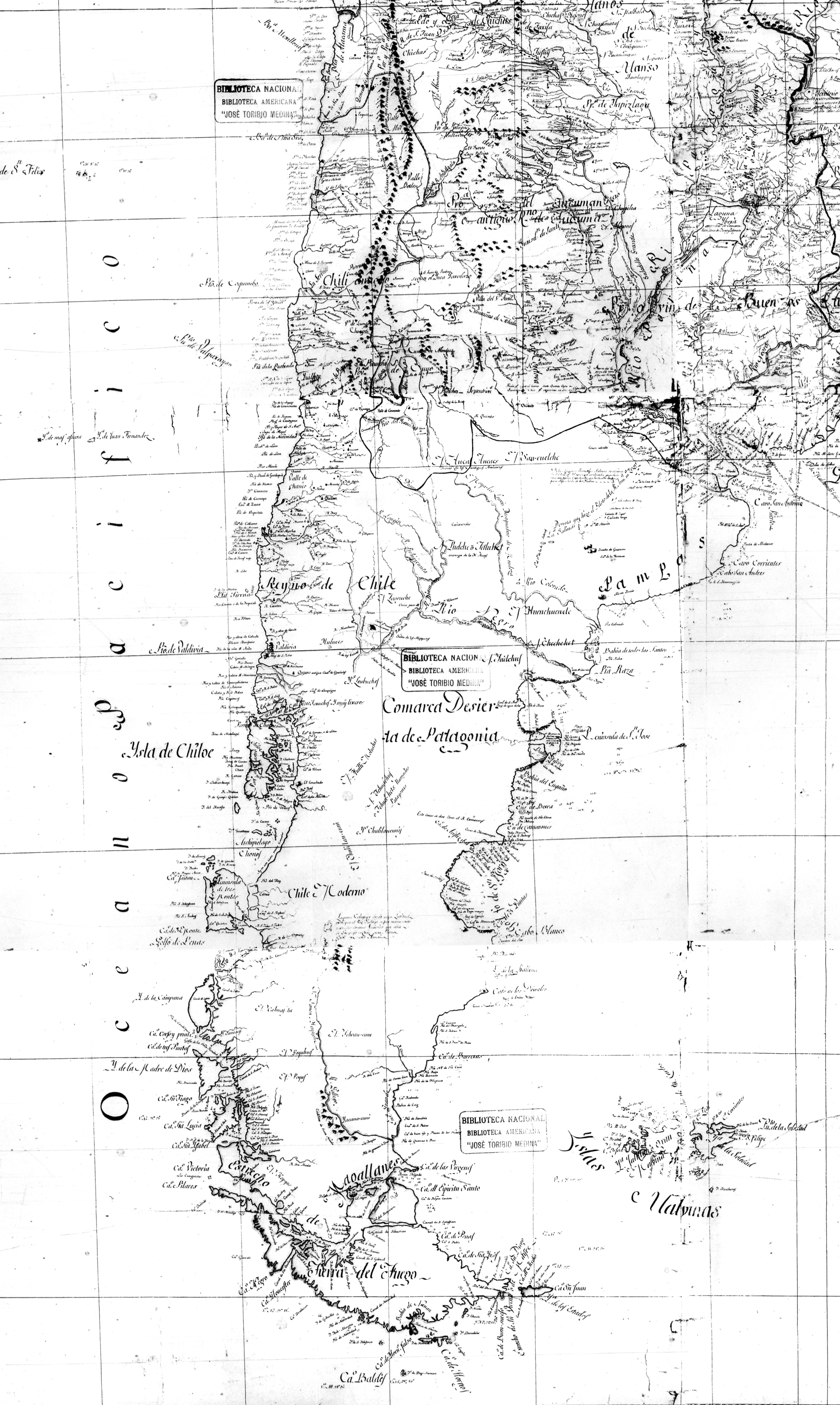
Reino de Chile en el mapa de Agustín Ibáñez y Bojons de 1800, se aprecia una frontera similar a la del mapa de Olmedilla de 1775 en la costa atlántica, cerca del paralelo 36° sur.

En 1800 el teniente coronel del ejército español y capitán primero del cuerpo de Ingenieros, Agustín Ibáñez y Bojons realiza un mapa de la América del Sur en el cual muestra límites similares al mapa de Cano y Olmedilla de 1775, con la diferencia que el límite atlántico del reino de Chile se acerca al paralelo 36° sur en vez del 38° sur, además en su descripción reproducida en el libro Monumenta Chartographica Indiana de 1942, realizado por Julio Guillén Tato para el Ministerio de Asuntos Exteriores de España, se menciona que contiene los "límites del Virreinato de Buenos Aires", además que en el mapa mismo se indica "Fronteras de Buenos Ayres":

Al SE cartela circular con explicación, clave y notas. [...] segun se conbino para el mejor desempeño de los reconocimientos de mar y Tierra que practicó el constructor del mapa en el año de 1800 de Orden de la Superioridad. Es Copia. Contiene los límites del Virreinato de Buenos Aires, de donde seguramente procede, y leyenda en un lugar sobre los de España y Portugal, como ésta: Desde el Puerto de Maldonado hasta el Rio Grande de San Pedro fué levantado por los Geografos de la demarcacion de Límites entre las dos Coronas de España y Portugal que dio principio en el Arroyo de Chuy el Año 1780. Comprende desde el Ecuador hasta los 57°S desde los 23°30E a 24°30W de Buenos Aires. En la misma Real Sociedad Geográfica de Madrid existía otro mapa que, aunque sin tanta finura de lavado, era seguramente el original; estaba firmado por Ibañez y era idéntico en tamaño y en todo. También poseía esta Real Sociedad el mapa de Millau, de la América del Sur (17..), citado por Fernández Duro Disquisiciones Nair. y que sirvió, en gran parte, a Cruz Cano para formar el suyo que hemos descrito más arriba.

El mapa fue enviado al Secretario de Estado José de Urruña por Martínez de Cáceres en 1802 y el propio Ibáñez lo envió en 1804 al Gobierno español con un plan de operaciones para recuperar algunos territorios ocupados por los portugueses.
Por encargo del intendente de Concepción, el alcalde provincial don Luis de la Cruz emprendió en 1806 la exploración de un camino hacía el Atlántico. El intendente lo autorizó diciendo "cómo se podrá extender hasta nuestros establecimientos de la costa de Patagonia". Cruz fue acompañado por un grupo de oficiales del ejército real de Chile y a poca distancia de Buenos Aires, le dijo al cacique aucae Curripilún: "Vosotros fuisteis siempre pobres hasta que llegaron los españoles a estos desiertos chilenos a procrear caballos, vacas y ovejas para vuestro sustento". Y en un memorial presentado al Tribunal del Consulado de Santiago en 1807, el explorador dijo: "Encontrará el Consulado que por él se une a este reino con el de Buenos Aires, quedando a nuestro favor tanto número de tierras cuantas puede gozar el reino de Chile en toda su extensión. Encontrará V.S. calidades de terrenos primorosos para extender nuestras haciendas de ganados, y que nuestro comercio se extiende hasta Europa. Encontrará arbitrios seguros para defendernos por las costas patogénicas de nuestros amigos (los indios) para la defensa, sin multiplicar gastos al erario y mediante ellos extender nuestros descubrimientos y conquistas a los lugares más remotos".

### Tras la independencia

Disputa de la Patagonia Oriental, Tierra del Fuego y el estrecho de Magallanes entre Argentina y Chile.

Después de independizarse, los gobiernos de Argentina y Chile entendieron la frontera bajo el principio uti possidetis iuris, incluso ratificando aquello en el tratado de 1856. Sin embargo, a medida que transcurría el siglo XIX, ambos países empezaron a tener discrepancias sobre cuales eran los derechos heredados, por el lado de Chile Miguel Luis Amunátegui y Carlos Morla Vicuña escribieron a favor de la tesis de que la Patagonia Oriental le pertenecía a Chile, mientras que por Argentina Pedro de Angelis y Dalmacio Vélez Sarsfield fueron los escritores más reconocidos.
En 1830 el político chileno Bernardo O'Higgins (hijo de Ambrosio) envió al presidente chileno Joaquín Prieto una carta:

Estas materias, repito, que ocupan mi imaginación me permiten, mi querido general, no solamente recomendarle, sino también imprimir en Ud. la grande importancia de calcular y adquirir por todos los medios posibles la amistad, no solamente de los araucanos, sino aún con más vigor, de los pehuenches y huilliches, conviniendo como yo convengo con Molina, que todos los habitantes de los valles del Este, así como del Oeste de los Andes, son chilenos. Yo considero a los pehuenches, puelches y patagones por tan paisanos nuestros como los demás nacidos al norte del BíoBío; y después de la Independencia de nuestra patria, ningún acontecimiento favorable podría darme mayor satisfacción que presenciar la civilización de todos los hijos de Chile en ambas  bandas  de  la  gran  cordillera  y  su  unión  en  una  gran familia [...] Yo me gozo, pues mi querido general, en la confianza de que no anda muy distante el día en que el bárbaro y errante leñador de las Pampas se convierta en civilizado pastor, y el pobre y desnudo salvaje de la Tierra del Fuego en un industrioso y acomodado pescador
Bernardo O'Higgins, 1830

Mapa de la presencia efectiva de la República de Chile en la Patagonia Oriental entre 1810 y 1877 antes de las campañas argentinas de Roca en 1877 y Villegas en 1884, y antes del tratado de 1881.

La clase política chilena no dio mayor importancia a la disputa y escribieron en la constitución de Chile de 1833, vigente hasta 1925 y reformada a fines del siglo XIX. Al sur de estos países estaba la Patagonia, nombre dado por los europeos al territorio indígena del extremo austral de América que no conquistaron.

Capítulo I. Del Territorio - Artículo 1.º El territorio de Chile se extiende desde el desierto de Atacama hasta el Cabo de Hornos, y desde las cordilleras de los Andes hasta el mar Pacífico, comprendiendo el Archipiélago de Chiloé, todas las islas adyacentes, y las de Juan Fernández.
Constitución Política de la República Chilena (1833).

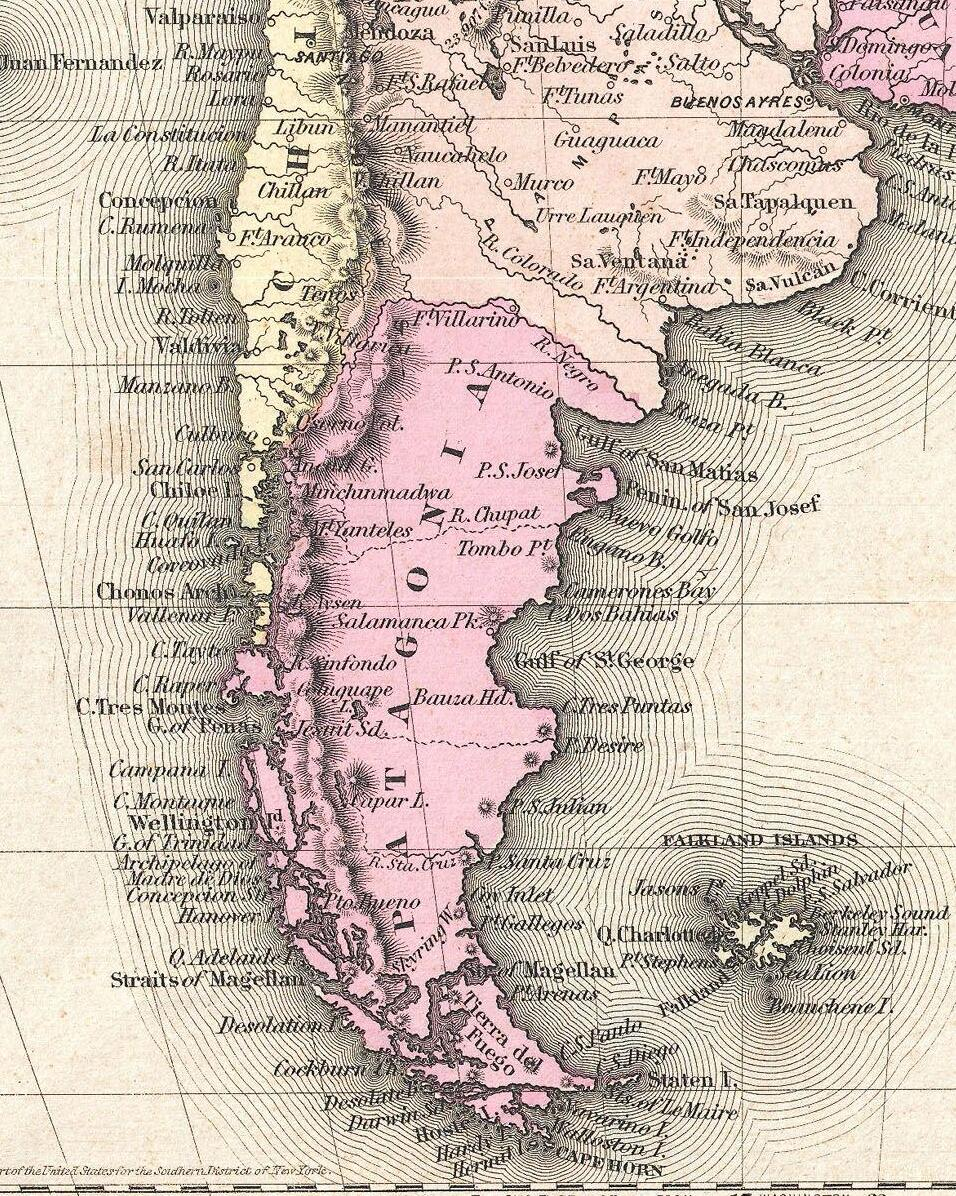
La Patagonia en un mapa de 1855 mostrada aparte de Argentina y Chile.

La toma de posesión del estrecho de Magallanes habitado por kawésqars en 1843, significó la instalación de población chilena en la zona, primero en el Fuerte Bulnes y luego en Punta Arenas (1848), lo que provocó la molestia del gobierno argentino, interesado en aquel, en medio de la disputa sobre la macrorregión sudamericana, por lo que en 1847 ambos países comenzaron a negociar su demarcación para conquistarla. En 1856 firmaron un tratado donde acordaron resolver sus problemas limítrofes de manera pacífica y Argentina fundó una colonia en el estrecho para bloquear la soberanía chilena, la cual Chile disolvió en 1874. A su vez, Chile intentó fundar asentamientos en el río Gallegos, denominándolo Puerto Gallegos en 1873, el de Los Misioneros en el río Santa Cruz en 1874, y hubo un proyecto que no se llevó a cabo para poblar la bahía de San Sebastián impulsado por el gobernador de Magallanes Óscar Viel y Toro, quien también fue responsable los otros asentamientos. Estos asentamientos fueron efímeros.

Ambas partes contratantes reconocen como límites de sus respectivos territorios, los que poseían como tales al tiempo de separarse de la dominación española, el año 1810, y convienen a aplazar las cuestiones que han podido o puedan suscitarse sobre esta materia para discutirlas después pacífica y amigablemente, sin recurrir jamás a medidas violentas y, en caso de no arribar a un completo arreglo, someter la decisión al arbitraje de una nación amiga.
Artículo XXXIX, Tratado de 1856.

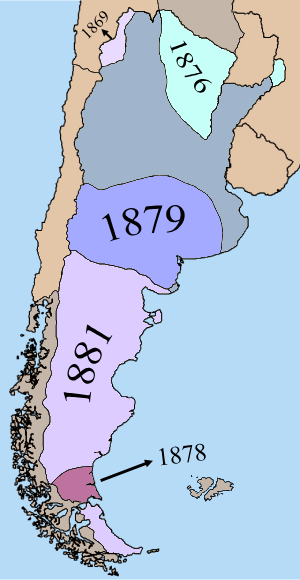
Conquistas territoriales de la Argentina entre 1869 y 1881.

A partir de 1862, Argentina logró dejar atrás las guerras internas y dio comienzo a un sostenido crecimiento económico y demográfico que se manifestó en la ocupación de la pampa y la preocupación por su frontera sur. En 1863, el pionero argentino Luis Piedrabuena debió retirarse de la bahía San Gregorio, en la orilla norte del estrecho, por orden de las autoridades chilenas. En 1876 —mientras cargaba guano en la costa de Monte León, en la desembocadura del río Santa Cruz, con autorización del cónsul argentino en Montevideo (Uruguay)— el barco francés Jeanne Amélie fue detenido en aguas del océano Atlántico por la corbeta chilena Magallanes; durante el traslado al puerto chileno de Punta Arenas, con la idea de poner la jurisdicción chilena sobre esa zona, el buque francés zozobró. Estos sucesos provocaron gran revuelo en Argentina, por lo que en 1878 inició la Conquista del Desierto sobre su reclamada Patagonia oriental poblada por tehuelches, efectuó la Expedición Py en el sector sur en el siglo XIX y creó la Gobernación de la Patagonia, fijándole sus límites así:

[...] desde el océano por el este, hasta la cordillera por el oeste, y desde los ríos Negro y Neuquén por el norte hasta el Cabo de Hornos por el sur.
Ley Nacional Nº 954 (1878).

Para finales del siglo, ambos gobiernos concordaban el límite en la cordillera de los Andes, pero discrepaban en la zona del estrecho de Magallanes y el archipiélago de Tierra del Fuego. Al gobierno chileno le interesaba el estrecho porque la mayor parte de su comercio se orientaba a Europa y quería mantener la continuidad de su territorio. Para Argentina, por sus intereses estratégicos y su comercio dirigido también hacia dicho continente, el estrecho poseía un valor inferior al que le confería Chile. En 1878, acordaron en el Tratado Fierro-Sarratea formar una comisión que debía determinar la frontera. Al comienzo de la guerra del Pacífico en 1879, convinieron la paz: no intervenir en favor de Bolivia y Perú, así como aplicar el principio bioceánico en el tema limítrofe.

## Trabajo previo ystatu quo
A través de mapas históricos es posible seguir el curso de las negociaciones que llevaron a la firma del tratado. En los mapas chilenos quedaron plasmados propuestas argentinas de 1872, 1876 y 1879, como statu quo entre ambos países hasta que surgiera el tratado de límites definitivo.
Mapa de Seelstrang de 1875

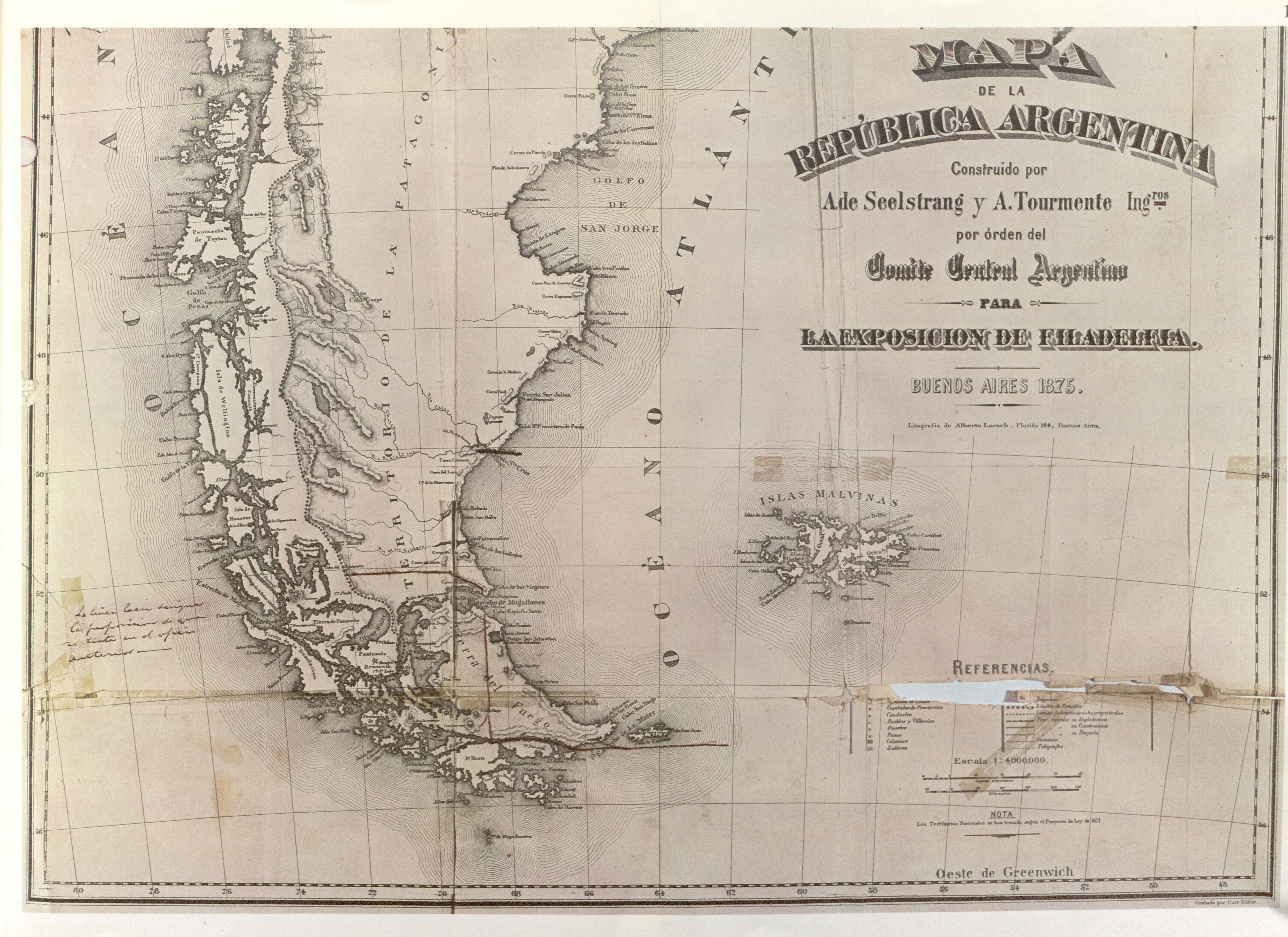
Mapa argentino confeccionado por Seelstrang y Tourmente en 1875 con una propuesta manuscrita de 1876.

A la derecha podemos apreciar el mapa argentino confeccionado por Seelstrang y Tourmente en 1875 que fue utilizado por el ministro de Chile en Buenos Aires, Diego Barros, para comunicar el 10 de julio de 1876 a su gobierno en Santiago una propuesta de solución del ministro de relaciones exteriores de la Argentina, Bernardo de Irigoyen, extendida durante las negociaciones que precedieron a la firma del Tratado de Límites de 1881. La propuesta está trazada con línea roja y es de hecho muy semejante a la que es hoy día el límite entre los dos países.
El mapa ilustra lo difícil de la demarcación por el desconocimiento de la zona. El mapa no muestra accidente natural alguno como para marcar la frontera, con la excepción de algunos cerros: Cerro Moore cerca de Puerto Natales y más al norte Cerro Cay frente a las islas Guaitecas. 
En este mapa argentino aparece la interpretación argentina del Tratado de 1856 marcada como una línea de cruces (++++). Se puede observar que la frontera pasa pocos kilómetros al este de la ciudad chilena Punta Arenas y continúa por el centro del Estrecho de Magallanes hacia el océano Pacífico (noroeste) dejando todas las islas al sur del Estrecho de Magallanes como territorio argentino.
Mapa de Carlos Prieto

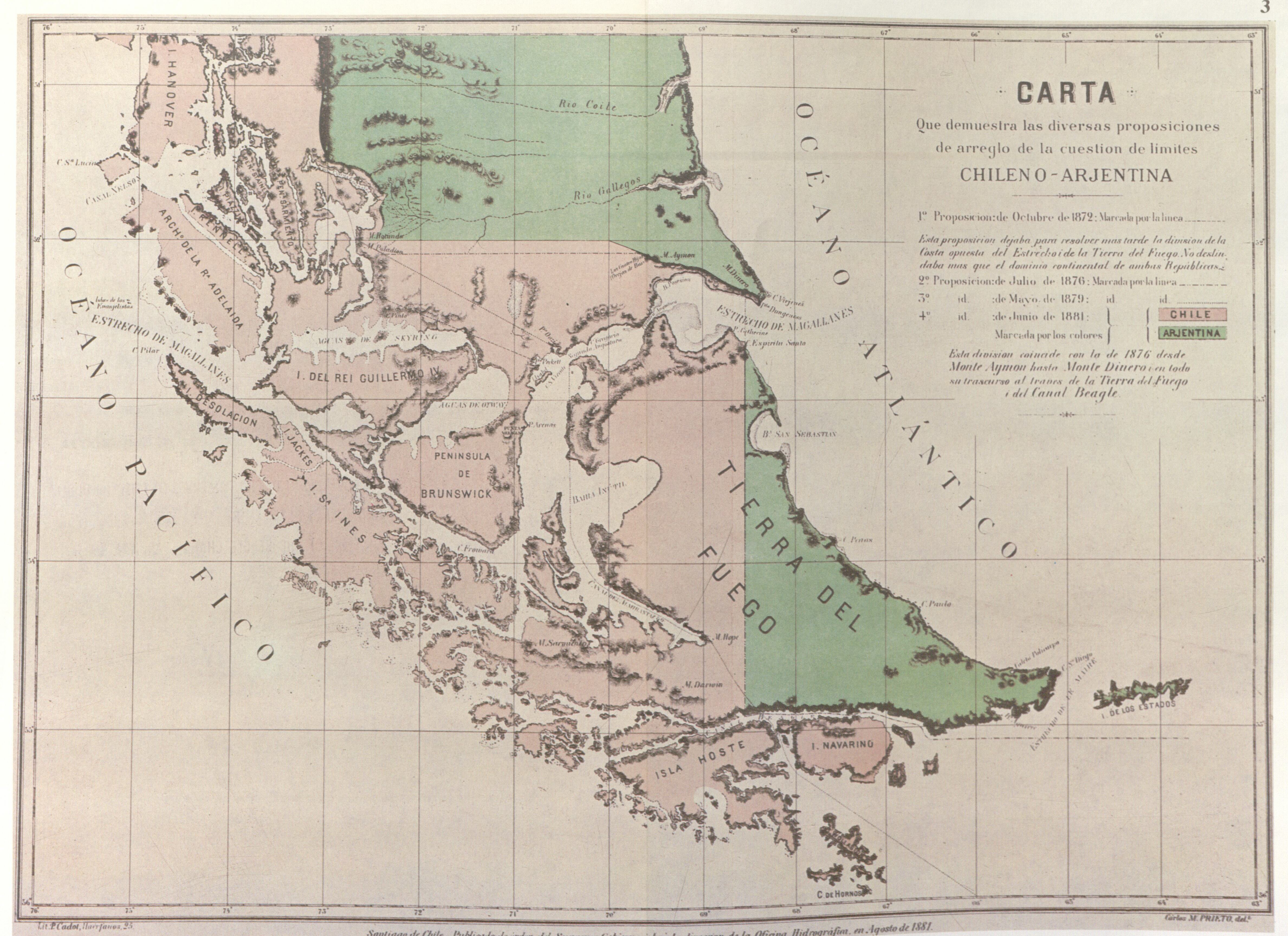
Mapa chileno confeccionado por Carlos Prieto, posterior al Tratado de 1881 donde se muestran las propuestas del statu quo de 1872, 1876 y 1879.

El siguiente mapa a la derecha fue confeccionado por el ingeniero Carlos Prieto de la Oficina Hidrográfica de Chile y publicado por el gobierno de Chile en 1881 para dar a conocer la génesis y el contenido del Tratado de Límites de 1881. Están indicadas en él tres propuestas y la solución final:
1. Propuesta de octubre de 1872 marcada con "----". Esta propuesta ofrecía definir la frontera común solo hasta la ribera norte del estrecho dejando la división de los territorios al sur para el futuro. El estrecho quedaría compartido entre Chile y la Argentina.
2. Propuesta de julio de 1876 marcada con "-..-..-.." que es la que hemos visto sobre el mapa de Seelstrang y Tourmente anteriormente. En el mapa de Carlos Prieto se puede apreciar que en la propuesta de 1876 la frontera no es el paralelo 52, como es actualmente, sino algo más al sur, a favor de la Argentina.
3. Propuesta de mayo de 1879 marcada con una línea "......". Esta deslindaba todos los territorios con una línea que dividía el estrecho al este de Punta Arenas y dividía la Isla Grande de Tierra del Fuego entre Chile y la Argentina por Bahía Inútil, Canal del Almirantazgo cruzando el Canal Beagle para continuar por el Canal Murray. Dejaba Navarino, Picton, Nueva y Lennox como territorio argentino. Las islas Hoste, Wollaston, Hornos, etc., como territorio chileno.

Proposición de Rufino de Elizalde

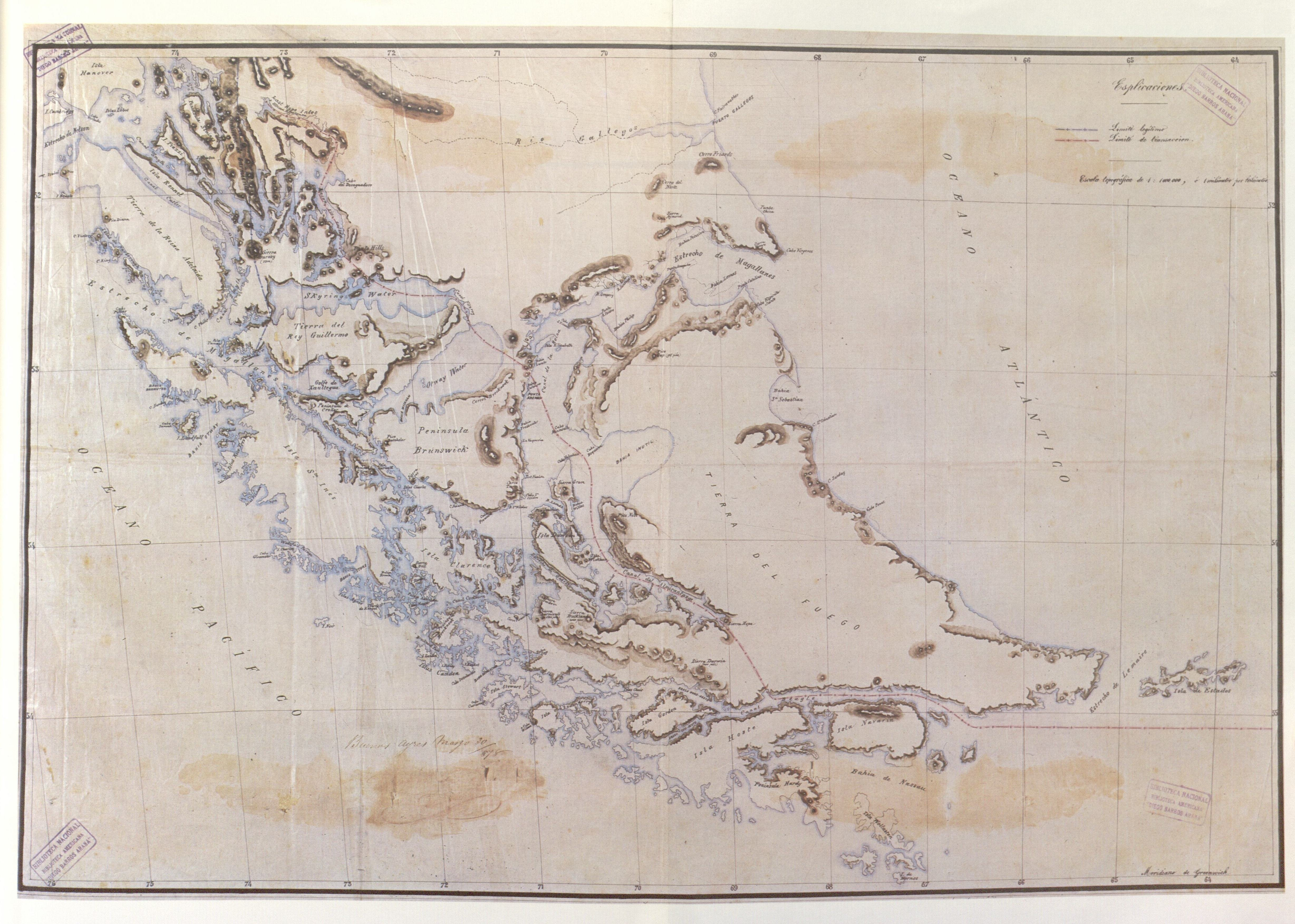
Proposición de Rufino de Elizalde de 1878.

Otro mapa que guarda relación con la gestación del Tratado de 1881 es el de la proposición del ministro de relaciones exteriores de la Argentina, Rufino de Elizalde de marzo de 1878. Este mapa lleva la firma del ministro y se encuentra en la Biblioteca Nacional de Chile. El límite ofrecido pasa en gran parte a través de canales, como la de mayo de 1879, pero deja todas las islas al sur de la isla Grande de Tierra del Fuego bajo soberanía chilena. El "límite legítimo" del mapa, es decir, la interpretación argentina del Tratado de 1856, está trazado con una línea azul y corre al oeste de Punta Arenas, dejando a esta ciudad en territorio argentino.
Tanto el mapa de Seelstrang y Tourmente (1875), como el de Rufino de Elizalde (1878), muestran también un punto que posteriormente tendría fundamental importancia en la argumentación argentina durante el conflicto del Beagle.
Argentina postuló el principio bioceánico, según la cual el uti possidetis iuris de 1810, acordado en el Tratado de Límites de 1856, impedía a la Argentina poseer costas en el Pacífico, Argentina supuso que implícitamente Chile no podía poseer costas en el Atlántico. La tesis oceánica sería uno de los pilares de la presentación argentina ante la corte arbitral de 1977.
En ambos mapas la interpretación argentina del Tratado de 1856 dejaba a Argentina en posesión de amplias costas en el océano Pacífico en contradicción con dicha tesis.

## Contenido del tratado
El tratado deslumbra por su sencillez, tratándose de una de las fronteras terrestres más largas del mundo. Tiene un preámbulo y siete artículos.
El límite se define en tres etapas:
- Desde el norte hasta el paralelo 52 S, es decir unos 10 kilómetros al sur de Puerto Natales o Río Gallegos.

Para ese sector se definió en el artículo 1 que

... La línea fronteriza correrá en esa extensión por las cumbres más elevadas de dicha Cordillera que dividan las aguas y pasará por entre las vertientes que se desprenden a un lado y otro ...

Se sabía que no siempre las más elevadas cumbres coinciden con la línea divisoria de las aguas por lo que en el mismo artículo se previó un método para zanjar las dificultades. Sin embargo no sería suficiente y se debió recurrir posteriormente a arbitrajes para delimitar algunas zonas difíciles.
- la zona norte del Estrecho de Magallanes.

En el artículo 2 se define el límite desde la orilla norte del Estrecho de Magallanes hasta la intersección del paralelo 52° S con el límite fijado en el artículo 1 como la siguiente secuencia de accidentes geográficos y el paralelo 52°:
1. Punta Dungeness sobre la orilla norte del Estrecho de Magallanes
2. Monte Dinero.
3. Siguiendo hacia el oeste las mayores elevaciones de la cadena de colinas que allí existen hasta tocar en la altura de Monte Aymond;
4. Intersección del meridiano 70° oeste con el paralelo 52° S.
5. Coincidiendo con el paralelo 52° S hacia el Oeste hasta la divisoria de las aguas de los Andes.

- La isla Grande de Tierra del Fuego y el canal Beagle.

El artículo 3 es clave para la comprensión del Conflicto del Beagle y en toda su extensión dice:

Artículo 3º. En la Tierra del Fuego se trazará una línea que, partiendo del punto denominado Cabo del Espíritu Santo en la latitud cincuenta y dos grados cuarenta minutos, se prolongará hacia el Sur, coincidiendo con el meridiano occidental de Greenwich, sesenta y ocho grados treinta y cuatro minutos hasta tocar en el Canal "Beagle". La Tierra del Fuego dividida de esta manera será Chilena en la parte occidental y Argentina en la parte oriental. En cuanto a las islas, pertenecerán a la República Argentina la isla de los Estados los islotes próximamente inmediatos a ésta y las demás islas que haya sobre el Atlántico al Oriente de la Tierra del Fuego y costas orientales de la Patagonia; y pertenecerán a Chile todas las islas al Sur del Canal "Beagle" hasta el Cabo de Hornos y las que haya al Occidente de la Tierra del Fuego.

En el artículo 5 se neutraliza el Estrecho de Magallanes a perpetuidad y se asegura la libre navegación para  barcos de todas las banderas, no pudiéndose construir en las costas fortificaciones ni defensas militares.
El artículo 6 declara obsoletos los tratados anteriores y establece una potencia amiga como instancia de arbitraje:

Artículo 6º. Los Gobiernos de Chile y de la República Argentina ejercerán pleno dominio y a perpetuidad sobre los territorios que respectivamente les pertenecen según el presente arreglo. Toda cuestión que, por desgracia, surgiere entre ambos países, ya sean con motivo de esta transacción ya sea de cualquiera otra causa, será sometida al fallo de una Potencia amiga, quedando en todo caso como límite inconmovible entre las dos Repúblicas el que se expresa en el presente arreglo.

Los artículos 4 y 7 solo dan instrucciones administrativas para la ejecución del tratado.

## Deficiencias del tratado

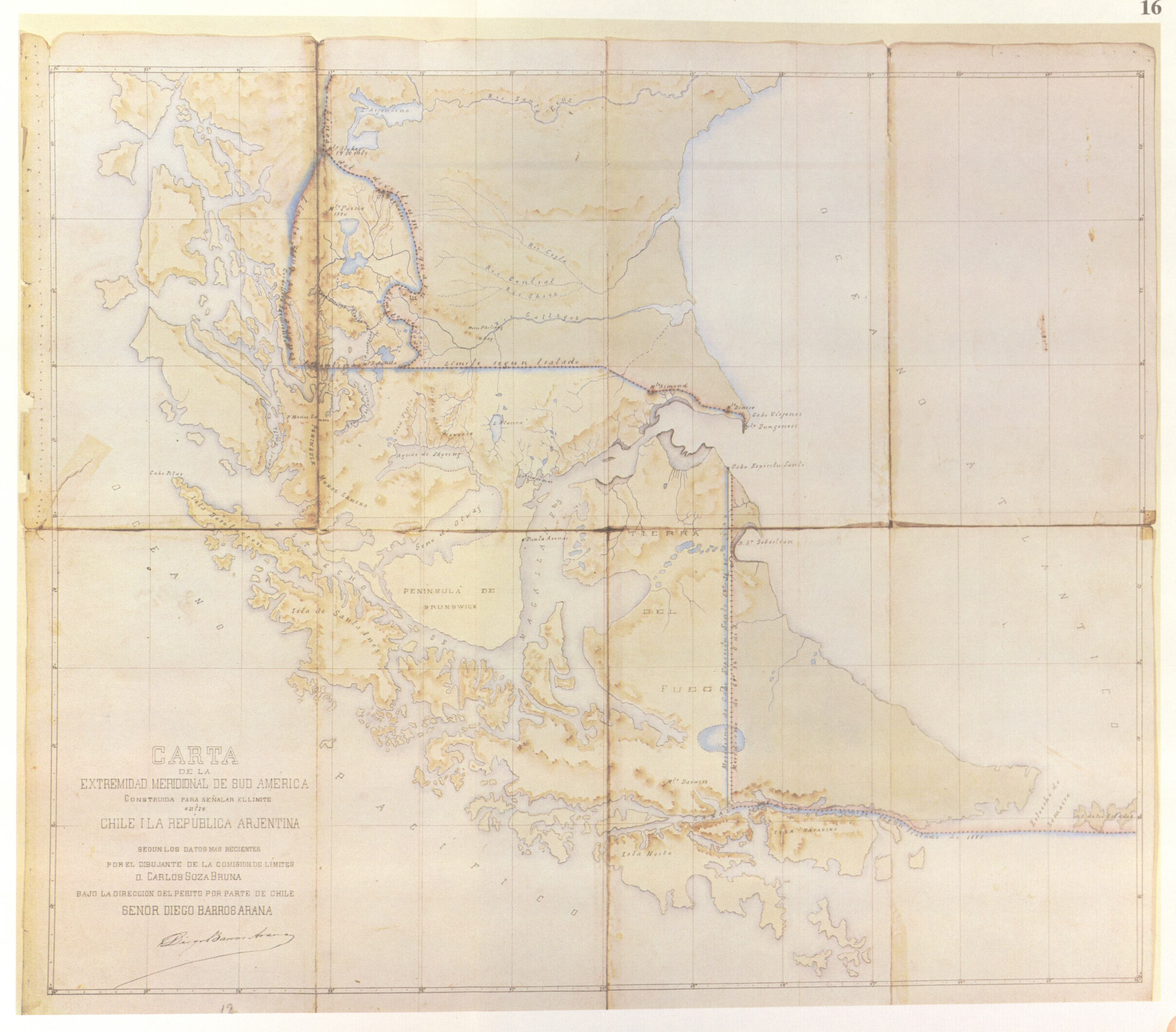
Mapa confeccionado por Carlos Soza Bruna bajo la dirección del perito Diego Barros, enviado al gobierno de Chile el 25 de octubre de 1890 en el cual se informa de los problemas surgidos con el Tratado de 1881:
1) El cambio del meridiano 68°34"0' O al 68°36"40' O como límite en la isla Grande de Tierra del Fuego
2) La diferencia entre el "límite de divortium aquarium o límite verdadero" y "límite según publicaciones argentinas" en la región de Puerto Natales.

1. No se adjuntó un mapa que definiera el canal Beagle lo que daría espacio a diferentes interpretaciones del término Canal Beagle.
2. No se adjuntó un mapa que definiera exactamente el estrecho de Magallanes. Esto daría pie a que la Argentina viera en la boca occidental del estrecho un delta y en la boca oriental una extensión del estrecho hasta costas argentinas (desde cabo Vírgenes hasta punta Dungeness).
3. Se menospreciaron las dificultades que causaría la diferencia entre la línea de cumbres más altas y la divisoria de las aguas.
4. No se delimitó el territorio marítimo. Esto es comprensible pues en aquel tiempo este estaba limitado al alcance de los cañones costeros. Sin embargo cuando el derecho internacional otorgó una zona económica exclusiva de 200 millas mar adentro a los países ribereños, esto provocó el interés de ambos países por obtener esa zona.
5. Concedió por error a Chile una posible salida al Atlántico en el fondo de la bahía de San Sebastián, en la isla Grande de Tierra del Fuego y concedió por error a la Argentina una salida al Pacífico en el seno o fiordo Última Esperanza, en la región de Puerto Natales. Ambos errores fueron corregidos posteriormente de común acuerdo.

Muchas de estas deficiencias fueron abordadas por el protocolo de límites de 1893.

## Consecuencias

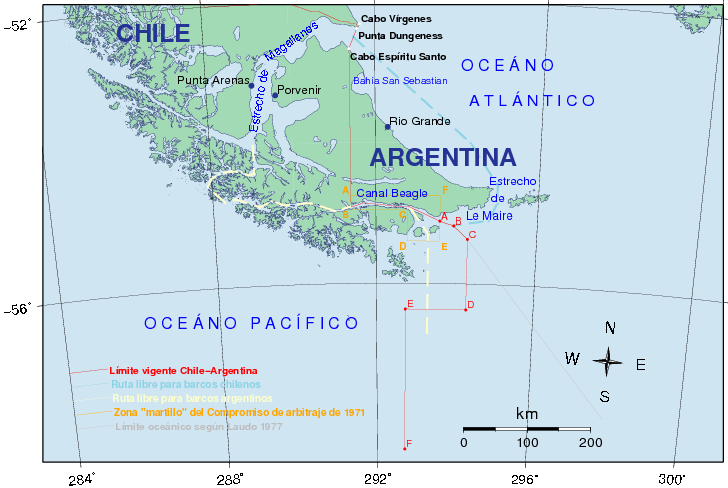
Mapa con el límite vigente en la zona sur tras el Tratado de 1984.

Este tratado sentó la base de la frontera entre ambos países, desmilitarizó el estrecho de Magallanes, declaró obsoletos los tratados anteriores y nombró una instancia en caso de controversias.
En base al tratado surgieron disputas como el conflicto del Beagle, el laudo de 1902 (que a su vez da las bases para la disputa de la laguna del Desierto), la disputa del río Encuentro-Alto Palena, el litigio del campo de hielo patagónico sur y el protocolo de 1893.
El tratado es válido hasta hoy, nunca ha sido puesto en duda por ninguno de los países y, pese a sus deficiencias, ha permitido la solución pacífica de las controversias mediante laudos a cargo de la Corona británica.